# La Grita (Venezuela)
La Grita es una ciudad venezolana, capital del municipio Jáuregui, Estado Táchira. Esta ciudad es considerada la capital suplente del Táchira, por ser un importante centro financiero, económico y religioso. Miles de personas que visitan la ciudad los días 5 y 6 de agosto de cada año (días centrales del Santo Cristo de La Grita), han llevado a que la ciudad sea declarada la Jerusalén o ciudad Santuario de Venezuela. El 5 de agosto de 2010 La Grita fue declarada capital del Estado Táchira durante los días 5 y 6 de agosto por decreto de la Gobernación del estado Táchira. La Grita fue declarada ciudad estable el 28 de junio del 2010 por su población, condición económica, ocupación del territorio y su comercio.

## Historia

### Fundación
La ciudad del Espíritu Santo de La Grita fue fundada por el capitán español Don Francisco de Cáceres en el año 1576. Se ignora el día porque no hay acta de la fundación. El historiador don Guillermo Morón apunta los siguientes datos: "El día 2 de noviembre de 1572, una real cédula de Felipe II ordena a la audiencia que capitule con Cáceres la conquista del Espíritu Santo. El 4 de agosto de 1574 el rey insiste en que no se le pongan obstáculos.
El 5 de marzo de 1575 se firma la capitulación con el título del gobernador que se le había dado el día 2. Es así como regresa a las tierras que ya tenía visitadas e intenta poblarlas; pero no se detiene en ellas, sino que toma el camino conocido hacia el Valle de La Grita, donde funda con el mismo nombre de Valle del Espíritu Santo de la Grita, que será cabeza de su gobernación. Ocurría esa fundación en 1576, como lo participa en carta del 27 de julio de ese año el propio fundador".

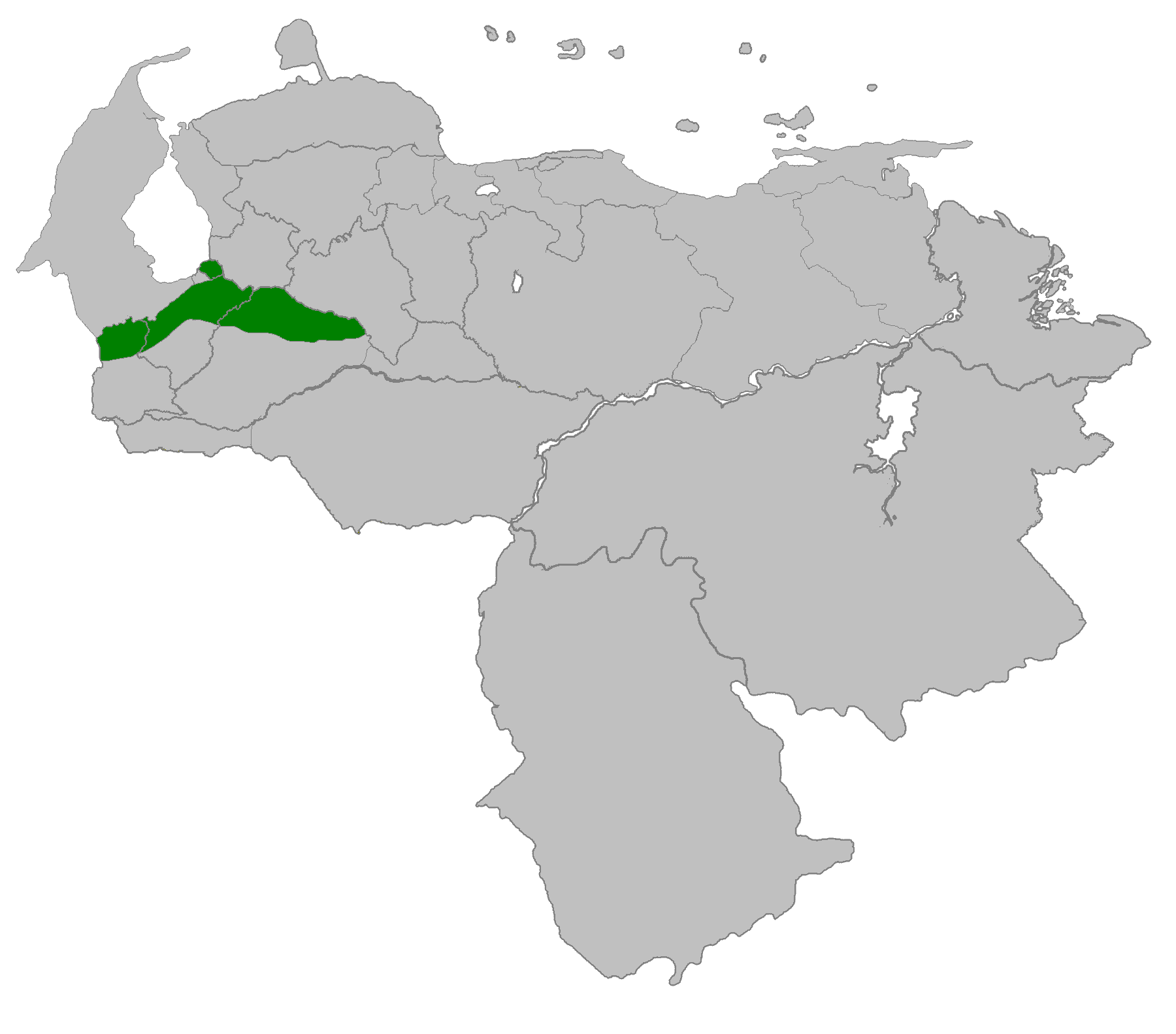
Ubicación de la provincia de La Grita en la época de la colonia

No se conserva el acta original de fundación de la ciudad, pero sí existe una copia del señalamiento de solares, estancias y hatos realizado por don Francisco de Cáceres en el año 1578. El acto fundacional tuvo lugar en la plaza El Llano, actualmente conocida como plaza Sucre. En ese entonces, la ciudad contaba con aproximadamente 63 casas, una plaza, una iglesia y dos carreras.
El nombre “Valle del Espíritu Santo de La Grita” proviene del momento en que los indígenas humogrias y caricueñas, al observar la llegada de los conquistadores españoles, emitían una gritería ensordecedora. Este hecho llamó la atención de los colonizadores, quienes decidieron nombrar la nueva ciudad en alusión a esa algarabía.
Desde su fundación, La Grita se consolidó como un importante centro de conexión entre San Cristóbal y Mérida. Fue capital de la provincia de Mérida y principal ciudad del Cantón La Grita, el cual abarcaba los actuales poblados de La Fría, Las Mesas, Seboruco, El Cobre, El Zumbador, Queniquea, San Simón, Coloncito, La Tendida, Boconó, Las Hernández, San José de Bolívar, Umuquena y Pueblo Hondo.
En el marco de la Campaña Admirable el 17 de abril de 1813 llegó por primera vez Simón Bolívar a La Grita con el grueso de sus tropas y fue recibido por sus pobladores con exclamaciones de Libertador. Después de pernoctar en la casa de los balcones se dirigió a Mérida.

### El Dinosaurio de La Grita (Lesothosaurus gritensis)
Investigaciones realizadas entre las décadas 80 y 90 por un grupo de geólogos franceses determinaron que en un sitio cercano a La Grita, existieron dinosaurios y que en ese lugar hay material fósil de gran importancia tanto para Venezuela como la comunidad paleontológica internacional.
Este grupo de investigadores franceses fue constituido por el prof. "Oscar Odreman" y por un paleontólogo canadiense, han salvado el honor con el hallazgo de restos inequívocos de un dinosaurio pequeño en La Grita.
Desde que el naturalista prusiano "Wilhelm Stevers" en 1888 se preocupó por ellas, todas las capas rojas continentales infértiles por debajo de los mantos sedimentarios del cretáceo, ricos en hidrocarburos. Se asignan a la formación de La Quinta por el caserío de igual nombre, como el lugar del hallazgo, sin pretensión para la otra gloria, justamente antes del cruce del río Grita.
En el año 2002 y 2003 la Dirección de Turismo del Municipio Jáuregui publica un mapa turístico en el cual coloca la imagen de un
pequeño dinosaurio en el sector denominado La Quinta, se supo que fue intención del turistologo Daniel Parra nativo de esta ciudad y apasionado por dar a conocer a Venezuela la importancia turística del dinosaurio para el desarrollo de La Grita, tuvo la idea de realzar este aspecto al momento en que pasó por sus manos la transcripción y digitalización del mapa turístico
El primer dinosaurio   hallado en Venezuela fue descubierto en la Formación La Quinta, en La Grita, estado Táchira, por el equipo investigador francés, formado por D. E. Russell, O. O. Rivas, B. Battail y D. A. Russell en 1992. Se clasificó como "Lesothosaurus", de Lesotho, que es la zona en Sudáfrica donde fue encontrado un dinosaurio con esta taxonomía en 1978 y del latín saurus, y este del griego σαῦρος, equivalente a lagarto. Resumiendo, su nombre significa << Reptil de Lesotho >>. El espécimen de Sudáfrica desenterrado por el investigador francés Paul Sereno, tras su clasificación científica en biología, fue denominado: Lesothosaurus diagnosticus (Galton, 1978).
Actualización: La nomenclatura binomial del dinosaurio encontrado en Venezuela era, hasta el 2008: Lesothosaurus diagnosticus, (Russell et al. 1992). Pero, según los últimos estudios científicos (Paul M. Barret et al. 2008), en un documento llamado: "Restos del dinosaurio proveniente de la Formación La Quinta (Jurásico inferior y medio) en los Andes Venezolanos", se establece que hasta ahora no hay evidencia de que el género de este dinosaurio fuera "Lesothosaurus", solo deja claro que pertenece a dinosaurios basales o muy primitivos. Por esta razón no se puede afirmar que es un Lesothosaurus diagnosticus. Hasta que se hagan estudios más exhaustivos, el dinosaurio encontrado en la Atenas del Táchira no tendrá una nomenclatura que le proporcione su nombre correcto.
Características del Dinosaurio encontrado en Venezuela:
- Dimensiones: Hasta 1 m de longitud y medio metro de alto
- Alimentación: Herbívoro (Plantas bajas)
- Vivió: En el lapso de tiempo entre 175 y 208 millones de

años, en el supercontinente Pangea, bloque continental Gondwana, en la
placa Sudamericana
- Velocidad de desplazamiento: Fue un excelente corredor que alcanzaría una velocidad aproximada a los 40 km/h

Características anatómicas:
• Tenía un cráneo pequeño, en el que se supone que albergaba una
bolsa lateral, situada delante del ojo, contenedora de una glándula de
sal.
• Probablemente tenía pequeños carrillos carnosos que contenían
numerosos dientes de bordes afilados parecidos a puntas de flecha,
adaptados para pastar o cortar en vez de para triturar, con los que
desmenuzaba los brotes duros y leñosos de las plantas antes de tragarlas
y tenía un pico profundo en el hocico.
• Aparte de un más que probable espacioso estómago, el pequeño
fitófago era de constitución ligera, con un cuello delgado, brazos
cortos y garras de cinco dedos, con el quinto más corto que los
restantes, largas tibias en las patas y tres dedos en sus pies.
• La estructura de su cadera es similar a la de las aves: el pubis,
como el isquion, se dirigía hacia atrás, y el acetábulo se había
transformado en una abertura ancha. Los tendones y huesos que
rigidizaban su cola contrarrestaban el balanceo transmitido al cuerpo
por las caderas al momento de correr, durante la cual cuello, espalda y
cola formaban una línea recta.
Las muestras del Dinosaurio hallado en Venezuela se encuentran desde 1992 en París, Francia, por no
existir en Venezuela sitios adecuados con herramientas especializadas
para la conservación y reparación de piezas fósiles. Sin embargo existe
un compromiso, aún no cumplido, para su regreso a Venezuela una vez
finalizada la restauración a la que están siendo sometidas.
• Cuando el profesor de Geología en la Universidad del Zulia en
Maracaibo John M. Moody se enteró de los trabajos realizados por el
equipo francés, decidió explorar el lugar acompañado de algunos de sus
estudiantes, consiguiendo una buena cantidad de elementos fósiles, las
cuales conforman piezas dentales, craneales y postcraneales de
dinosaurio. Aunque los distintos elementos están desarticulados y su
asociación es complicada, por lo menos dos taxones distintos parecen
estar presentes. Sin embargo, los dientes hallados por el equipo de
Moody son ligeramente diferentes de los ornitisquios. Estas muestras
halladas por el equipo zuliano se encuentran en el Museo de Biología de
la Universidad del Zulia. Serían necesarios estudios detallados y
comparaciones adicionales para esclarecer la asignación filogenética de
la posible nueva especie de dinosaurio.

### Historia contemporánea
Para el 30 de julio de 2017, se reportaron al menos dos muertos en esta localidad del estado, incluyendo un Guardia Nacional Bolivariana, mientras se realizaban las elecciones a la Asamblea Nacional Constituyente.

## Contexto geográfico
La Ciudad se encuentra ubicada a 85 km de la capital del estado de Táchira, San Cristóbal, está situada entre las coordenadas geográficas 08°25'00 y 08°10'00 de latitud Norte y 71°47'00 y 72°08'00 de longitud Oeste. Su altitud es de 1.440 msnm, sin embargo, la ciudad posee sectores donde su altitud está entre los 1700 y 1850 (msnm), Su temperatura media es de 19 °C. Cuenta con una población de 110.000 Habitantes aproximadamente, contando su población flotante. Es la segunda ciudad del estado en crecimiento solo superada por la capital San Cristóbal (Venezuela). Es una ciudad estable que genera su propia dinámica económica, es decir, no depende de otra para generar su economía, y es la primera productora agrícola del Estado representando el 65 por ciento de toda la producción agrícola estadal. Se encuentra en la tercera posición en cuanto población (1/San Cristóbal, 2/Rubio). La ciudad se encuentra asentada en el gran valle de los Humogrías, rodeada por montañas que superan los 2800 m.s.n.m. Posee el pico más alto del estado El Púlpito que esta sobre los 4.000 m.s.n.m. A la ciudad se llega por la Carretera Transandina la cual atraviesa la ciudad por la Av. Francisco de Cáceres, también por la Carretera Panamericana, por la Carretera que comunica a Venegara-Sabana Grande-Pueblo Hondo con el Estado Mérida, la carretera que comunica a las poblaciones del Páramo El Rosal con San José de Bolívar-Queniquea y la carretera que comunica a la Quebrada de San José-El Piñal-Alto de Los Duque . En cuanto a su hidrografía es rica conformándose de la siguiente manera: Río Grita como río principal de la ciudad, Río Aguadia, Río San Francisco, Río Angostura, Río Bobo, Quebrada Osorio, Quebrada San José, Quebrada Venegara, Quebrada Agua Caliente y más de 100 lagunas de origen periglaciar.

## Descripción de la ciudad
La ciudad cuenta con varias iglesias que guardan leyendas e imágenes muy veneradas, dos de éstas iglesias son la del Santo Cristo de La Grita y la de Nuestra Señora de los Ángeles, ambas muy conocidas por ser inmensas estructuras arquitectónicas que son orgullo tachirense y además, por albergar imágenes que han hecho favores a miles de feligreses. Cuenta con varias plazas entre ellas, La Plaza del Peregrino, ubicada en la Av. Francisco de Cáceres a la altura de la carrera 7 allí podemos apreciar una famosa institución como lo es el Colegio Santa Rosa de Lima, un icono de la Ciudad por su historia y formación de los Jaureguinos. 
En la Plaza Miranda se puede encontrar la biblioteca municipal y la Columna de La Grita que es un Obelisco circular de unos 20 m de altura el cual se puede observar desde las inmediaciones de la ciudad, (sobre este monumento se han reseñado más de cinco historias y leyendas que valdría la pena conocer).
La ciudad cuenta con cuatro entradas por los cuatro costados por el Norte se entra desde el Estado Mérida (Tovar, Zea, Santa Cruz de Mora, Bailadores) y pregonero, por el Oeste se entra también desde el estado Mérida, vía Pueblo Hondo, Sabana Grande y Venegara, por el Este se entra desde San José de Bolívar, Queniquea y por el Sur desde El Cobre y desde Seboruco, que son dos arterias principales como son la Carretera Trasandina y la Carretera Panamericana que comunican a La Grita con el resto del Estado. Es justamente esta entrada la que da paso, a la Av. Francisco de Cáceres que recorre buena parte de la ciudad, ésta Avenida hace una intersección en la Redoma El Topón, para dar continuidad a la prolongación de la misma,. Justo en la Redoma El Topón se encuentra un icono nacional el Liceo Militar Jáuregui, institución donde han estudiado insignes personalidades incluidos varios Presidentes de la República, y también muchos exministros y presidentes de Instituciones del Estado, además de grandes gerentes de la industria privada nacional y una gran cantidad de militares entre ellos varios exministros de la Defensa.
También la Casa de Bolívar, famosa porque en ella pernoctó el Libertador Simón Bolívar en su paso por la ciudad cuando iniciaba la Campaña Admirable de 1813 (declarada patrimonio cultural de la nación), además frente a esta se puede encontrar la Plaza Sucre, considerada el sitio de fundación de la Ciudad, llamada antiguamente la Plaza del Llano. En el este de la ciudad se puede encontrar la Casa de la Cultura "Don Pepe Melani" y el Gimnasio Cubierto "Los Comuneros", ambos al frente de la Av. Frailejón. Es en La Plaza Urdaneta es donde termina el 2.º tramo de la Av. Francisco de Cáceres, la plaza se encuentra rodeada por la Redoma Urdaneta y en ella se puede encontrar un Vagón de un tren que es una muestra del Gran Ferrocarril del Táchira.
Además en la Plaza Jáuregui se encuentra la iglesia de Nuestra Señora de los Ángeles y el Paseo Artesanal "La Grita", también el Colegio más antiguo de la ciudad, El Colegio Sagrado Corazón de Jesús, con más de ciento treinta y ocho años de construido, formando generaciones. En la plaza Bolívar se encuentra el Museo del Santo Cristo de La Grita, La Basílica del Patrono, el Cuartel Militar y la Alcaldía que cuenta con un alto nivel arquitectónico. También tenemos la Plaza Isaura en honor a la poetisa Gritense y donde se encuentra la iglesia de Nuestra Señora de Fátima, en la Urbanización Santa Rosa se encuentra la Plazoleta Manuelita Saenz, y en la entrada de la Ciudad se encuentra la Plaza de Las Sirenas. La ciudad cuenta con varios miradores pero el más concurrido por los turistas es el que se encuentra en la aldea de Tadea, lugar donde, según la leyenda, ocurrió el milagro del Santo Cristo, desde éste mirador se puede observar el 80% de la ciudad; se puede apreciar la ciudad de sur-norte el oeste y parte del este. Otro mirador no tan concurrido pero muy apreciado por permitir la observación de la ciudad en un 97 % es el que se encuentra ubicado en el sector de Alto de Los Duques. Otras iglesias de la ciudad son: Nuestra Señora de Fátima en el Barrio Fátima, la iglesia de San Pedro en El Surural, la iglesia de Caricuena, la iglesia de San Judas Tadeo, en Tadea y la iglesia de La Espinoza, lugar donde se realiza en La Semana Santa, el via cruces por ser un lugar empinado de montaña, Otro sector elevado de la ciudad es La Meseta, donde se encuentra la iglesia de Nuestra Señora de Lourdes, desde su torre se puede apreciar Buena parte de la Ciudad. En La Cuarta un sector de la ciudad, se encuentran varias edificaciones como son EL Santuario del Santo Cristo de La Grita, los estadiums de futbol y beisbol, la Plaza Santo Cristo, la Zona Industrial y la Av. Restauradora, la cual conecta a este sector con Guanare parte baja.

## Urbanismo
La ciudad se ha caracterizado por sus edificaciones de estilo colonial hasta 1990, cuándo comenzó la reestructuración de la ciudad observándose un urbanismo propio de una ciudad en crecimiento.
A raíz de este crecimiento surge la necesidad de aplicar leyes y normas de urbanismo, de preservación cultural y colonial esta ley implica que las edificaciones con estilo colonial debían perdurar en el tiempo y en caso de construir nuevas edificaciones estas debían conservar las fachadas originales, cuya altura no sobrepasara los cuatro (04) pisos. No obstante, la necesidad propia de una ciudad en crecimiento ha hecho que en los últimos años sean revisadas las políticas de urbanismo sobre todo para permitir que en las áreas aledañas al centro y casco histórico, sean construidos edificios de mayor altura, esto con el fin de permitir la expansión de la ciudad. El creciente comercio, asentamiento de instituciones, construcción de edificios y la necesidad de crear espacios para el arte, la cultura y el deporte, además, de la necesidad de construcción de viviendas hace posible la expansión de la ciudad. La vista panorámica actual de La Grita hace pensar que dentro de muy pocos años crezca unos dos tercios (2/3) más de como la conocemos hoy.
El empuje económico, financiero y comercial, ligado a elementos como el arte, la cultura, el deporte, la religión y la educación, harán transformar y crear nuevos diseños arquitectónicos para la ciudad. Aunque se está trabajando en el diseño de nuevas políticas y normas de urbanismo, la discusión y aplicación de las mismas se hace lenta al punto de que algunos proyectos no se ejecutan esperando tales decisiones. Mientras tanto, el casco de la ciudad se ha ido deteriorando por construcciones desordenadas y mal acabadas que afean su arquitectura urbana. 
Sin embargo, La Grita ya muestra señales de crecimiento urbanístico, tanto horizontal como vertical. En la actualidad se trabaja en la ampliación de calles y avenidas, proyectos de semaforización, de igual manera hay una proyección de trabajo conjunto (interinstitucional) para dejar el actual casco urbano que es el centro de la ciudad como casco histórico y colonial nombrándolo patrimonio cultural del Táchira ya que allí se encuentran muchas edificaciones de índole cultural, histórico y de urbanidad que tienen un valor patrimonial de envergadura. Esto por supuesto, haría cambiar el actual centro de La Grita que es a su vez el centro comercial a otra zona de mayor amplitud generando nuevas oportunidades de crecimiento económico y comercial. Actualmente se observa la colocación de pantallas publicitarias, creación de nuevas vías, construcción de nuevos centros residenciales y comerciales, lo que hace suponer en muy corto tiempo la expansión de la zona metropolitana de la ciudad.

## Gastronomía
Los dulces son tradición de la ciudad que son hechos en casa y vendidos en lugares específicos, es tradición comer dulce de leche, mora, durazno, fresa, cabello de ángel, piña, higo y lechoza. Las chichas variadas, pastelitos andinos, la famosa pisca andina, la sopa de arveja tierna, la sopa de frijol tierno, caldo de gallina cuajado con leche, distintos platos hechos con cereales, el famoso fororo hecho a base de harina de arveja, las ricas sopas de sagú muy apetecidas porque brindan super nutrientes a quienes la consumen, las ricas bombas paramuertos que se expenden en el mercado municipal, los ricos panes de distintos sabores de avena, maíz, harina de trigo, azucarados, camaleones entre otros, las famosas cucas o paledonias, arepas de trigo, los panes variados con sabores acaramelados, las ricas quesadillas y las inigualables almojábanas (un pan a base de yuca y queso de origen morisco), el pan de Dios, (que es el pan que se obsequia a los peregrinos el 5 y 6 de agosto), la turmada paramera (una especie de pastel con papa y queso), así como el famoso miche, licor puro, delicioso y muy fuerte que es producto del destilado del papelón fermentado aromatizado con hierbas a altas temperaturas, la mistelita, vinos de varios sabores, calentado y el sabroso masato, los ricos bocadillos de varios sabores, son parte de las comidas y bebidas tradicionales que son propias de La Grita. En plaza Sucre, se celebra un festival gastronómico de platos locales, que ha dado como resultado varios ganadores nacionales e internacionales sobre todo en panadería.

## Santo Cristo de La Grita
En 1610, a causa del terremoto que destruyó la ciudad de La Grita, los frailes franciscanos se trasladaron a una aldea del municipio llamada Tadea. Iba entre ellos, un escultor que se distinguía más por su piedad que por sus vuelos artísticos. Se llamaba Fray Francisco. Aterrorizado con el terremoto que en pocos instantes redujo a polvo la población naciente, ofreció al cielo, dice la tradición, hacer una imagen del crucificado, para rendirle culto especial y consagrarle la nueva ciudad. Comenzó a trabajar, trazó en un gran tronco de cedro la imagen. Pronto se exhibió una figura humana, pero que no tenía los lineamientos característicos del Cristo moribundo. Pasaban días y días y Fray Francisco no podía interpretar aquella expresión sublime. Una tarde después de suspender los trabajos se puso en oración y un éxtasis profundo lo embargó, cuando volvió en si, ya a altas horas de la noche, oyó que en la pieza de su trabajo golpeaban los formones y el raedor pasaba por las fibras de la madera. Se acercó y algo como una figura humana envuelta en una ráfaga de luz, salió a través de la puerta, encandilándole los ojos. Al amanecer le contó a los demás frailes y después de la oración matinal, se dirigieron todos al lugar donde estaba la imagen y la encontraron terminada.

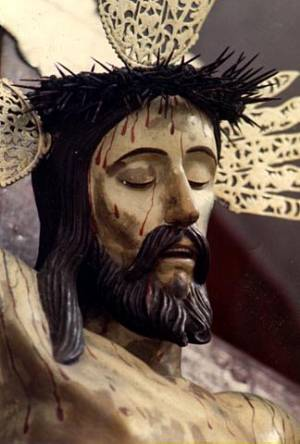
Rostro Del Santo Cristo De La Grita

Fray Francisco lloró entonces de placer. En aquella faz divina estaban los rasgos que él había concebido. Esa imagen es el Santo Cristo de La Grita, a quien se le atribuyen innumerables milagros. El rostro de la imagen se le atribuye a un ángel.
El 6 de agosto de 2010 el pueblo de Venezuela, celebró los 400 años del Santo Cristo de La Grita, celebración que comenzó el 5 de agosto con la serenata en honor al Santo Patrono y el 6 de agosto a las 10 de la mañana se celebró la santa eucaristía, para darle luego paso a la procesión por el centro de la ciudad, la cual tuvo una duración de aproximadamente 7 horas. Todos los años miles de peregrinos vienen caminando de diferentes lugares del país, la feria es muy conocida por todo el mundo, y es unas de las manifestaciones religiosas más grandes de América.
El 5 de septiembre de 2010 el Presidente de la República Hugo Chávez visitó a la imagen, en donde nombró al Santo Cristo de la Grita como monumento y patrimonio cultural de la nación.
El 8 de septiembre del 2010 fue declarado Monumento Nacional a la imagen de «El Santo Cristo de La Grita» de la Capilla del Santo Cristo, Basílica del Espíritu Santo, ubicada frente a plaza Bolívar de la ciudad de La Grita, municipio Jáuregui del estado Táchira, por Decreto Nº 7.664 en la Gaceta Oficial Número 39.504 de la Presidencia de la República.
Himno al Santo Cristo: Letra: Monseñor Pío Bello
Santo Cristo del Rostro Sereno
de La Grita, Divino Pastor,
nuestra senda tu cruz ilumine
Al andar nos aliente de amor.
Peregrinos de todos los siglos
Peregrinos de toda región
Siempre encuentran
tus brazos abiertos,
Siempre abierto tu buen corazón.
Por los montes y valles andinos
Mil senderos conducen aquí
Y aunque lejos esté nuestro cuerpo
Estará siempre el alma ante ti.

## Peregrinos del Santo Patrono
El 6 de agosto de cada año, miles de personas llegan a La Grita, todos unidos por una sola devoción "El Santo Cristo de La Grita". Desde las 8 de la mañana los peregrinos empiezan a llegar a la ciudad cientos en automóvil y miles caminando, las diferentes empresas de la ciudad y consejos comunales ofrecen bebidas, comidas, frutas, etc. gratis a los peregrinos. Todos los años llegan personas caminando desde muy lejos, algunos de estos lugares son Puerto La Cruz, Maracaibo, Barquisimeto, Caracas, Valencia, Maracay, Trujillo, Ciudad Bolívar, Puerto Ordaz, Barinas entre otros, lugares que tienen una distancia de más de 1000 km con respecto a la ciudad, pero esto no es obstáculo para que los peregrinos lleguen hasta el santuario. Las diferentes parroquias del estado organizan peregrinaciones de más de 100 personas. En el año 2008 se calculó que llegaron a la ciudad 26.856 peregrinos en caminata, pero en el año 2009 se calculó que llegaron más de 63.209 peregrinos. Para el 6 de agosto de 2010 se celebraron los 400 años del Santo Cristo de La Grita, a la ciudad llegaron 500.000 peregrinos. Es importante señalar que se han reportado peregrinos de Colombia, Perú, Ecuador, Argentina, Bolivia, México, Estados Unidos, España, Portugal, Italia, El Salvador, Brasil, Guatemala, Costa Rica, Chile, Panamá entre otros. Canales y programas televisivos nacionales e internacionales estuvieron presentes en la ciudad. En un comunicado que envió el Papa Benedicto XVI desde la Santa Sede dice que el Santo Cristo de La Grita va a ser declarado patrono de Venezuela. La ciudad se preparó para recibir la manifestación que sin duda alguna quedará guardada en la historia de Venezuela. En agosto de 2010 llegaron a la ciudad más de 300.000 personas en carro, unas 148.000 a pie y unas 2000 en bicicleta. Además estuvieron presentes casi todos los canales de televisión nacional, regional y algunos internacionales, y se hicieron presentes 70 emisoras de radio y 10 periódicos nacionales entre otros extranjeros, adicionalmente, se encontraban agregados de prensa de unos 40 países. En el año 2011 se estimó en 100.000 personas que asistieron a la procesión del Santo Cristo de La Grita, para el año 2012 se estimó que asistieron 150.000 feligreses, para el año 2013 asistieron unas 250.000 personas a la procesión y para el año 2014 se estimó en 300.000 personas, en el año 2015 se estimó en 350.000 personas que asistieron a la procesión, sin embargo se estimó que la asistencia de devotos en el mes de agosto de 2015 rebaso los 600.000 lo cual indica claramente que la ciudad de La Grita es una Ciudad Santuario, ya que de hecho después de la celebración de las fiestas religiosas aun seguían llegando peregrinos, de los cuales se registraron devotos de unos 30 países aunque la gran mayoría viene del vecino país Colombia. Para el año 2016 se estimó que 400.000 feligreses estuvieron presentes en la Procesión del Santo Cristo de La Grita pero la afluencia de peregrinos en el año 2016 fue estimada en 850.000 personas. La misa se realiza en el nuevo santuario construido en un sector de la ciudad, a la cual asisten entre 40.000 y 50.000 personas, sin embargo esta ceremonia religiosa, es transmitida en vivo y directo por televisión, estimándose que es seguida por unos 8.000.000 millones de personas en el país y por televisión satélital para el resto del mundo para unos 60.000.000 millones de personas. para los años 2017, 2018 y 2019 la visita de feligreses a la Ciudad Santuario en el mes de agosto, rebasó las 900.000  personas, lo cual demuestra el apego, el interés y la espiritualidad de las personas que visitan la Ciudad. En el año 2020 la pandemia causada por el Covid 19, no permitirá la presencia de feligreses al Santuario del Santo Cristo de La Grita, por razones obvias, sin embargo, la celebración a nuestro Patrono, se realizará de manera privada, y será transmitida en vivo por televisión y todas las redes sociales, con el fin de que llegue la bendición de nuestro Pastor a todo el mundo. 

Oración del Santo Cristo de La Grita
Cristo amoroso que en la cruz clavado,

tu pecho muestra por mi amor herido.

Lava en tu sangre con eterno olvido

la mancha torpe de mi vil pecado.

Por ser fuente de bienes me has amado,

y con muerte afrentosa redimido

por serlo yo de males, te he ofendido

y tus justos preceptos quebrantado.

Tu real palabra has obligado a darme

los bienes cuando yo te los pidiera,

¡Con tan gran caridad llegaste a amarme!

¡Oye, Señor mi petición postrera!

Pues moriste por solo perdonarme.

¡Perdóname, Señor antes que muera!
Popular

## Iglesias

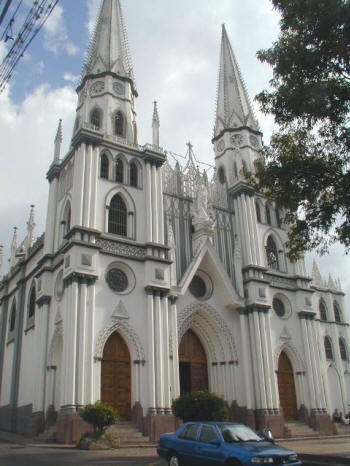
Iglesia Nuestra Señora de Los Angeles de La Grita

- Basílica del Espíritu Santo (La Grita)
- Santuario del Santo Cristo de La Grita
- Iglesia Nuestra Señora de Los Ángeles
- Iglesia Nuestra Señora de Fátima
- Iglesia Nuestra Señora de Lourdes
- Capilla San Pedro
- Capilla de Caricuena
- Capilla de La Espinosa
- Existen además unas 35 iglesias y capillas en todo el municipio Jáuregui
- Además existe un creciente número de templos de otras religiones, entre los cuales se destaca el templo adventista del séptimo día, ubicado en la Avenida Francisco de Cáceres,  y varios Evangélicos ubicados en distintos puntos de la ciudad. Es importante destacar, que la ciudad de La Grita, también es la sede mundial de la Religión Gnóstica, donde tiene su santuario mayor ubicado el sector Las Porqueras y donde asisten miembros de todo el mundo.

## Estadios
- Estadio García de Hevia (Polideportivo)
- Estadio Richard Páez (Estadium de fútbol)
- Estadio José Encarnación Rodríguez (Estadium de béisbol)
- Gimnasio cubierto Los Comuneros (baloncesto, voleibol, fútbol sala, balón mano, tenis, artes marciales y gimnasia).
- Manga de Coleo Jáuregui
- Pista de moto y bicicrós
- Pista para la práctica de ciclismo
- Existen más de 20 canchas múltiples en los diferentes sectores de la ciudad.

## Servicios de Ayuda
- CICPC
- Bomberos La Grita
- Politáchira
- Tránsito Terrestre
- Policía Nacional Bolivariana
- Policía Municipal
- Protección Civil
- Guardia Ciudadana
- Guardia Nacional
- Guardia Nacional Destacamento La Quinta
- Batería de Morteros 120 mm Nº 1, Cuartel del Ejército Venezolano

## Transporte Terrestre
Existen en la ciudad varias líneas de transporte que datan desde hace muchos años, todas son importantes y han cumplido y siguen cumpliendo a cabalidad una loable función, entre éstas las siguientes:
- Expresos Occidente
- Expresos Continente
- Línea Unión Vargas
- Expresos La Grita
- Expresos Unidos
- Circunvalación Humogría

Es de hacer notar que Expresos Occidente, nació en la ciudad de La Grita, desde donde se extendió a todo el país.

## Avenidas

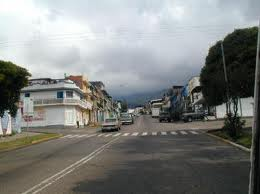
Avenida "Francisco de Caceres".

- Av. "Francisco de Cáceres"
- Av. El Topón
- Av. Frailejón
- Av. Los Pinos
- Av. La Restauradora
- Av. Perimetral
- Av. Transversal-Los Comuneros.

## Proyectos de transporte
- Sistema de pasarelas o puentes peatonales por la Ave. Francisco de Cáceres (proyectándose).
- Renombramiento total de calles y avenidas de la ciudad.
- Construcción de otro nuevo y amplio Terminal de Pasajeros de La Grita (en construcción).

### Terminales
- Terminal Privado Expresos Occidente(0277-8811453)
- Terminal Expresos Flamingo
- Terminal Expresos Global Express
- Terminal Unión Vargas
- Terminal Expresos La Grita
- Terminal Expresos Continente
- Terminal Privado de la Circunvalación Humogria
- Terminal de Pasajeros "La Grita" (en construcción)

## Plazas y parques

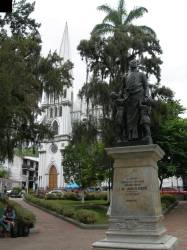
Plaza Jáuregui.

La ciudad cuenta con varios centros públicos para el disfrute de sus habitantes, los parques en ocasiones son usados para las fiestas infantiles y las plazas son centros de esparcimiento de los coterráneos, allí la gente disfruta haciendo algún tipo de deporte comiendo o simplemente charlando. La plaza Jáuregui se ubica en el centro de la ciudad y es un importante lugar por su ubicación frente a la imponente Iglesia Nuestra Señora de Los Ángeles. La plaza Bolívar es la plaza central y en ese lugar es donde se hace actos importantes tanto públicos como políticos, este lugar es muy concurrido ya que en él se encuentra la Basílica del Santo Cristo de La Grita, uno de los templos más concurridos de Venezuela. La plaza Miranda es un lugar más al estilo colonial ya que allí era donde los habitantes de la época de la colonia pasaban sus ratos libres, frente la plaza se encuentra La Viga de La Grita, que es un obelisco de 20 metros de altura y la Biblioteca Pública. La plaza Urdaneta es donde termina la Av. Francisco de Cáceres y en la misma está el desvío hacia el estado Mérida. La plaza Los Mangos es un lugar en donde la gente se ejercita, la misma se encuentre en la entrada a la ciudad por la vía La Grita-Seboruco. La plaza Sucre combina lo histórico-militar ya que en sus alrededores se encuentra el Liceo Militar Jáuregui y la Casa de Bolívar; en este lugar fue donde se fundó la ciudad, La plaza Isaura recuerda a la heroína y poetisa Isaura, la plaza Francisco de Cáceres en honor al fundador de la ciudad y la plaza Los Comuneros en honor al movimiento de hombres y mujeres que ayudaron a luchar por la liberación de la patria. También están los parques Las Porqueras, El Pinar y Angostura, estos lugares son especiales para hacer pícnic, trekking, camping o compartir con la familia y hacer sancochos y parrillas. Algo que no se podía dejar de mencionar es el Parque Nacional Juan Pablo Peñaloza; páramos del Batallón y La Negra. Este parque es único y posee más de 200 lagunas de origen glaciar y periglaciar, para pernoctar se debe obtener el permiso de Inparques.
Páramos del Batallón y la Negra. Este parque es único y posee más de 150 lagunas de origen periglaciar, para pernoctar se debe obtener el permiso de Inparques. Además, es importante resaltar, que La Grita es la ciudad del estado más visitada, anualmente, alrededor de 1.600.000 personas la visitan cada año, lo cual la convierte en la zona más turística del estado y una de la más visitada del occidente del país.

### Clima
Predomina el clima de valle con temperaturas bajas, aunque en promedio se cuenta con un clima templado con una temperatura promedio que oscila entre los 12 °C y 19 °C., siendo la temperatura del municipio Jáuregui La Grita 19,0 °C. En la ciudad tuvieron lugar granizadas, las más recientes fueron las del 1 de diciembre del 2009 y el 17 de octubre del 2010. Las neblinas también son frecuentes en los meses templados.
| Parámetros climáticos promedio de La Grita | Parámetros climáticos promedio de La Grita | Parámetros climáticos promedio de La Grita | Parámetros climáticos promedio de La Grita | Parámetros climáticos promedio de La Grita | Parámetros climáticos promedio de La Grita | Parámetros climáticos promedio de La Grita | Parámetros climáticos promedio de La Grita | Parámetros climáticos promedio de La Grita | Parámetros climáticos promedio de La Grita | Parámetros climáticos promedio de La Grita | Parámetros climáticos promedio de La Grita | Parámetros climáticos promedio de La Grita | Parámetros climáticos promedio de La Grita |
| Mes                                        | Ene.                                       | Feb.                                       | Mar.                                       | Abr.                                       | May.                                       | Jun.                                       | Jul.                                       | Ago.                                       | Sep.                                       | Oct.                                       | Nov.                                       | Dic.                                       | Anual                                      |
| ------------------------------------------ | ------------------------------------------ | ------------------------------------------ | ------------------------------------------ | ------------------------------------------ | ------------------------------------------ | ------------------------------------------ | ------------------------------------------ | ------------------------------------------ | ------------------------------------------ | ------------------------------------------ | ------------------------------------------ | ------------------------------------------ | ------------------------------------------ |
| Temp. máx. abs. (°C)                       | 29                                         | 28                                         | 28                                         | 29                                         | 30                                         | 29                                         | 29                                         | 27                                         | 24                                         | 28                                         | 29                                         | 28                                         | 25                                         |
| Temp. máx. media (°C)                      | 21                                         | 23                                         | 22                                         | 23                                         | 24                                         | 22                                         | 21                                         | 22                                         | 21                                         | 22                                         | 22                                         | 23                                         | 24                                         |
| Temp. media (°C)                           | 13                                         | 14                                         | 16                                         | 16                                         | 16                                         | 15                                         | 15                                         | 14                                         | 15                                         | 16                                         | 14                                         | 14                                         | 14.8                                       |
| Temp. mín. media (°C)                      | 11                                         | 12                                         | 13                                         | 13                                         | 14                                         | 12                                         | 11                                         | 12                                         | 11                                         | 12                                         | 12                                         | 10                                         | 10                                         |
| Temp. mín. abs. (°C)                       | -4                                         | 2                                          | 10                                         | 12                                         | 11                                         | 7                                          | 5                                          | 8                                          | 6                                          | 9                                          | 8                                          | 3                                          | -4                                         |
| Precipitación total (mm)                   | 6                                          | 0                                          | 7                                          | 184                                        | 112                                        | 63                                         | 110                                        | 97                                         | 54                                         | 29                                         | 15                                         | 14                                         | 691                                        |
| [cita requerida]                           |                                            |                                            |                                            |                                            |                                            |                                            |                                            |                                            |                                            |                                            |                                            |                                            |                                            |

## Entretenimiento Cultural

### Museos
- Museo Recuerdos de La Humanidad

Alberga una colección de aproximadamente unos cinco mil objetos incluyendo fósiles del período paleolítico, puntas de lanza indígenas del neolítico, tallas religiosas del siglo XVI, armas entre otras piezas disímiles cuya edad promedio los ubica entre 1840 (con énfasis en la última década de ese lapso secular) y la actualidad. Este museo es reconocido en todo el estado y a nivel nacional ya que por el número de piezas que posee está considerado uno de los más amplios a nivel de piezas de colección. Dirección: carrera 3 entre calles 3 y 4.
- Museo Bolivariano Simón Bolívar

El Museo casa del balcón de Simón Bolívar, posee piezas de gran valor histórico, documentos y cédulas reales de la época, pinturas, esculturas, objetos de la época de la colonia y enseres propios de la casa de aquellos tiempos. Está ubicado en carrera 12 con calle 2, frente a plaza Sucre.
- Museo Santo Cristo de La Grita

Recinto que recoge lo más importante relacionado con el Santo Cristo de La Grita. El museo es gerenciado por la "Fundación Museo Santo Cristo de La Grita", una organización dedicada a investigar, rescatar y exponer imágenes, antigüedades, objetos y reliquias relacionados con el Santo Cristo de La Grita. Posee piezas de gran valor histórico y religioso que datan desde hace más de 250 años, además que engrana lo más sobresaliente a nuestro Santo Cristo de La Grita. Dirección: Esquina carrera 4 entre calles 3 y 4, diagonal a plaza Bolívar.
- Museo de las Costumbres y Tradiciones

Es un museo que muestra representativamente objetos de gran valor histórico pero también del arte moderno: plástica, esculturas, cerámicas, pinturas, tallas en madera y una gran cantidad de objetos antiguos. Está ubicado en la Urbanización Surural, Sector Buenos Aires, su director es el artista popular Ramón Valero.
- Museo La Grita

Es un museo que muestra piezas pertenecientes a la época precolombina y además objetos propios de la vida de esta época, piezas antropológicas propias de la zona, jeroglíficos y cuenta con petroglifos y artículos antropológicos de gran importancia, está ubicado en la Urbanización Santa Rosa.
Existen adicionalmente, unos cinco museos más de carácter privado que contienen pinturas, esculturas y antigüedades.

### Cultura
- Casa de La Cultura "Don Pepe Melani"

La ciudad cuenta con uno de los tesoros más representativos del sentir popular como es el arte y la cultura viva, aquí se encuentran músicos, poetas, escritores, ensayistas, teatreros, bailarines, ceramistas, artesanos, tallistas, pintores, folcloristas, declamadores, diagramadores, actores, cuentistas, artesanos, entre otros. Es la expresión viva del creador jaureguino, donde se conjuga la creación, el desarrollo y la puesta en escena de una gran cantidad de expresiones artísticas propias de nuestra región.
Dirección: Av. Frailejón, con Av. Francisco de Cáceres al lado del Gimnasio Los Comuneros.

### Bibliotecas
- Biblioteca Pública "Prof Fabián Chacon G."

Dirección: carrera 1, Frente a plaza Miranda
- Biblioteca Don Pepe Melani

Dirección: Av. Frailejón, dentro la Casa de la Cultura
- Biblioteca y librería El Sur

Dirección: carrera 3 entre calles 2 y 3

### Música y Arte

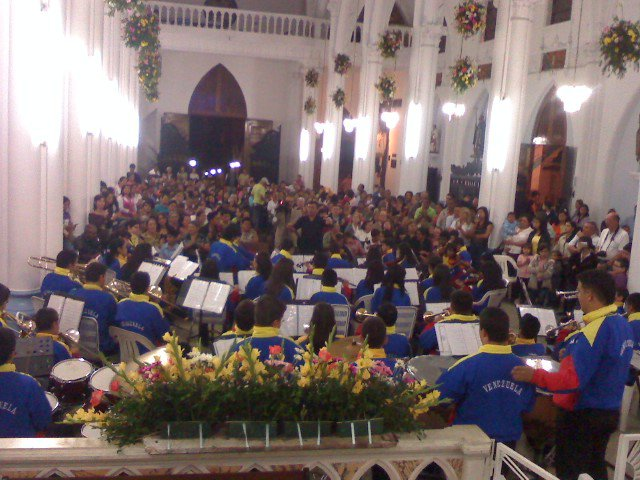
Concierto Orquesta Sinfónica Juvenil a la Virgen de los Ángeles

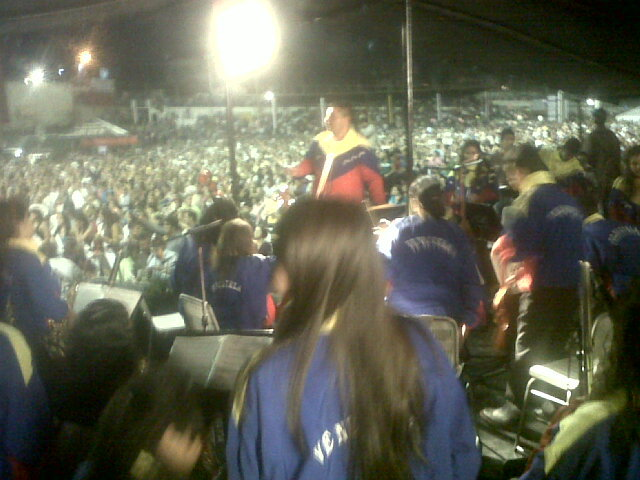
Concierto en los 400 años del Santo Cristo

- Orquesta Sinfónica Juvenil e Infantil La Grita

Dirección Av. Transversal. Los comuneros Casa de la Cultura Don Pepe Melani.
Es una institución asociada al Sistema Nacional de Orquestas y Coros Juveniles e Infantiles de Venezuela. Siendo su Director de Núcleo el Lcdo. Henry Gustavo Duque, Consta de una Orquesta Juvenil e infantil, su director musical el Profesor Ramón Ruíz, así mismo cuenta con diferentes agrupaciones como ensables, orquestas, coro, entre otros... Alguna de estas agrupaciones son: Ensamble de Metales dirigido por el Profesor Oswaldo Ramírez, Orquesta Alma Llanera dirigida por el Lcdo. Rafael Carrero, Ensamble una sola cuerda realzando nuestra música folklórica, Orquesta Travesuras Musicales con 120 niños(as) aproximadamente con edades comprendidas desde los 3 años hasta los 9 años de edad, dirigida por las Lcdas. Jenny Duque y Mariany Urbina; Coro sinfónico dirigido por el Lcdo. Néstor Orlando García; Ensamble percusión latina Rumbatá dirigido por el Profesor Yhoan Gómez, Banda Sinfónica de conciertos dirigida por el Lcdo. Henry Duque. "Tocar Cantar y Luchar.
- Escuela de Música "Santa Cecilia"

Dirección: calle 3 Entre carreras 9 y 10. Esta escuela de música es reconocida tanto a nivel nacional como internacional, su orquestina y estudiantina son de lo mejor que se haya configurado en el país y ha formado una importante cantera de músicos que están regados por todo el país. Esta Escuela fue fundada por el Profesor Cristo Antonio González, y es una de las escuelas pioneras de enseñanza de la música en Venezuela. Esta Escuela fue fundada en 1956.
- Escuela Municipal de Música

Dirección: calle 2 entre carreras 5 y 6. Esta institución, forma valores para el crecimiento cultural de nuestra tierra.
Existen además una gran cantidad de agrupaciones musicales como expresión de una ciudad que ama el arte y la cultura, entre estos tenemos las siguientes orquestas y agrupaciones musicales:
* Orquesta Los Caricuenas
* Big Band Jáuregui
* La Gran Orquesta de la Grita
* Orquesta Los Aldana
* Radiomotora Agrupación musical
* Doble Sentido Agrupación Musical
* Natalia González Voz infantil
* Los Griteñitos Parranderos
* Ric Sonny
* Dj'azch
* Dj Bling
También en la ciudad hacen vida una gran cantidad de agrupaciones de todos los géneros musicales desde música campesina, pasando por música mexicana, rock, pop, salsa hip hop, hasta concertistas de piano, cuerdas, viento, percusión, voces blancas y corales.
Artes
- Centro Experimental de Arte "Pepe Melani" “Padre gestor para la creación de la Casa de la Cultura gritense”. Fundado el 5 de marzo de 1973 de la mano de un grupo de jóvenes preocupados por poseer un espacio, donde crear y expandir sus talentos artísticos, surge por primera vez como Escuela Experimental Pepe Melani.  Hugo Rangel, Ignacio Zambrano, Jesús Orozco, Homero Parra Rangel, Alfonso Labrador Orozco, Alfredo Orozco, Néstor Orozco, Alberto Roa Baptista y Pedro Montilva fueron sus miembros fundadores.  Se inició en una casona ubicada en calle 3 entre carreras 9 y 10 (La Grita - Mcpio. Jáuregui estado Táchira), allí  se dictaron las primeras clases de pintura, música, teatro y títeres. De ese momento se ha dedicado en conservar el patrimonio cultural que nos identifica como un solo pueblo.  Luego prestó sus loables servicios en calle 2 entre carreras 5 y 6 donde funcionó por mucho tiempo, junto a la familia Sánchez Rondón, conocidos como la “Familia Telerín o los Meñiques” y desde 1994 en las instalaciones de la Casa de la Cultura “Atenas del Táchira” hoy “Don Pepe Melani”.  Esta institución ha organizado eventos deportivos como “El Torneo de Fútbol Inter aldeas” y “El Clásico de Ciclismo Pepe Melani” con la participación de jóvenes provenientes del campo y de la ciudad de La Grita, del mismo modo el “Festival de Música Autóctona Campesina”.  El Deportivo Melani FC y el grupo de danzas que inició la Profa. Gloria Pernía -embriones del Centro Experimental- de la misma manera muchas otras instituciones culturales que surgieron a raíz del “Pepe Melani” como es conocida popularmente, han sido hijas predilectas de ésta Escuela.  Han publicado órganos informativos como el mensual: Tácata, Humogría y Revista Literaria Grita, aunado a la gran colección de la Biblioteca  “Don Fidel Orozco” y Galería Pictórica Orellana.  Por el teatro han presentado recientemente y magistralmente obras importantes como: “Bolívar, Auge Ocaso de un Sol”, “Remembranzas del Pasado” y “Un Loco Cuerdo en la Vía”, al igual el cortometraje “Memorias del Alma” y “Más Allá de la Fe”. Además del colosal largometraje; el primero hecho en La Grita y un con profundo esfuerzo: "Bolívar, el tercer majadero”.  Entre los personajes más emblemáticos dentro de la institución sobre salen: Pepe Camargo, Néstor Melani, Antonio Márquez, Régulo Montillva, Rolando Méndez, Juan Alberto Sánchez, Freddy Pérez, Guadalupe Ramírez, Sinforiano Contreras, Máximo Labrador, Macario Sandoval, Franco Pérez, José Gregorio Sánchez, Familia Sánchez, Ramón Elías Camacho, Pedro Arias, Víctor Labrador, Luis Mora Zambrano, Rafael Sánchez, Mario Sánchez, Edgar Pineda, Jesús Molina Díaz, Luis Contreras, Pío Contreras, Pablo Rangel, Jenny González, Paúl Villarreal y Gustavo Díaz “Tulo” entre otros.
- Escuela de Artes y Oficios "Don Fidel Orozco" Dirección: calle 2 entre carreras 5 y 6. Esta institución ha formado por varias generaciones a una gran cantidad de personas que han sabido aprovechar sus enseñanzas para convertirse en promotores de empleo y crear muchas de las artesanías de índole local que se venden en la ciudad. Don Fidel Orozco fue un gran educador gritense con ideas revolucionarias respecto a este tema, en la primera parte del siglo XX.

- Fundación Cultural y Educativa Estudio Libre de Arte: Taller: "Simón Bolívar"

Fundada un 7 de enero de 1991 por el Lcdo. William Durán García, quién la dirige actualmente, además de ser coordinada por la Lcda. Mariana Rojas, se encuentra debidamente registrada ante la Oficina de Registro Público del municipio Jáuregui, bajo el Nº 07, protocolo 1°, Tomo IX del 6 de diciembre de 1995 y autorizada por el Ministerio del Poder Popular para la Educación. 
El programa a impartir para el I nivel (introductorio) es Dibujo y Pintura; II nivel (desarrollo) Pintura Aplicada al Óleo; III nivel (libre) Pintura Aplicada a Técnicas Mixtas, además del Taller Permanente donde los alumnos se mantienen activos en cualquier técnica y movimiento pictórico según su inclinación plástica.
Los actos de graduación e inauguración de exposiciones se realizan durante las fechas del 24 de julio y 17 de diciembre de cada año, conmemorando el nacimiento y muerte del Libertador, tal como reza el acta constitutiva de la Fundación.
Durante la ejecución del taller se realizan visitas guiadas a los museos de la localidad, así como muestras audiovisuales de las diferentes temáticas y técnicas de las artes visuales de la actualidad. La proveeduría “Francisco Luna Ostos” es un servicio de venta de instrumentos y materiales artísticos dentro de la sala taller, además de material didáctico. Anexa, se encuentra la Galería “William Durán García” con obras en exposición permanente de artistas gritenses y tachirenses.
Dirección: Carrera 5, N° 3-30, entre calles 3 y 4, cerca de la Plaza Bolívar. 
- De igual manera, existen en la ciudad dos agrupaciones teatrales de gran envergadura que han recorrido a Venezuela presentando sus obras e incluso han estado fuera de nuestras fronteras ellos son: Grupo de Teatro Telira, y el Grupo de Teatro Libre Simón Bolívar, pero debemos destacar que también existen otras seis agrupaciones teatrales que hacen vida en la ciudad.

## Medios de comunicación

### Cable operadoras TV Cable
- TV Star (televisión por cable)

- TV Los Comuneros (televisión por cable).

- Alternativa Regional de Televisión (ARTV) No salió al aire.

### Canales
- Antenas Televisión (comercial)fuera del aire desde 2008.

- Jaureguina TV (Comunitaria)

### Emisoras de Radio
Aquellas que han cerrado sus emisiones por motivos económicos o órdenes directos de Conatel.
AM:
- Radio Altura 820 AM - (cesó sus funciones en 2007).

FM:
- La Voz de los Andes - 88.5 FM (comunitaria).

- Estrella de David - 92.7 FM (cristiano-religioso).

- Megaluz FM - 93.3 FM (cristiano-religioso).

- Griteña - 97.3 FM (comunitaria).

- Wradio - 99.7 FM (comercial).

- Centinela - 102.5 FM (cristiano-religioso).

- Misionera - 102.9 FM (educativo).

- Fascinación - 105.9 FM (comercial).

Emisoras efímeras: 
- Comunera FM (salió de al aire en 2016).

- Radio Educativa del LIMIJAU (salió de al aire 2014).

- Voces amaduquenses FM (salió de al aire 2011).

- Aires de la Montaña - 90.5 FM (salió del aire en 2015).´

- Extrema - 103.7 FM (salió del aire en 2017)

- Deportiva WEK - 104.3 FM (salió del aire en 2022).

### Periódicos
- El Púlpito (impreso y digital)

Estos periódicos son de vieja data, aunque realmente en la ciudad han existido más de 10 períódicos desde la época de la colonia, entre ellos: La Razón, El Oprimido (1845), El Reporte, La Verdad, El Griteño, La Voz del Estudiante (1905), Gaceta Católica (1890), Gaceta Jaureguina, Impacto entre otros, los cuales han contribuido a formar la cultura periodística de Venezuela, en momentos en que era muy difícil hacer periodismo por las limitaciones y hechos que se vivían en el país. Adicionalmente existen periódicos digitales o electrónicos, uno de ellos de gran renombre es El Comunero.blogspot.com. También existen más de cien páginas web que hacen referencia a la ciudad y al acontecer jaureguino.

### Revista
- La Grita Turística
- Destino

Existen otras tres revistas que hacen alusión al acontecer jaureguino y del estado Táchira.

### Turismo
En la ciudad se encuentran varios hoteles para todos los gustos, los cuales ofrecen variedad de servicios y buena infraestructura, entre estos se mencionan:
- Hotel Campo Club Borriquero
- Hotel Frailejón Suites
- Hotel Andino
- Aparto hotel Estancias Bolívar
- Hotel Bolívar
- Hotel Los Naranjos
- Hotel La Cumbre
- Hostería Posada El Ovejo
- Hotel Club Casino Militar Edgar Reyes Zumeta
- Hotel de Montaña La Grita
- Gran Hotel La Fontanera, Sector La Quinta

De igual manera, existen más de 100 posadas para ofrecer al turista calidad y distinción. Para información de nuestros visitantes y turistas, en la ciudad se encuentran en construcción cinco nuevos hoteles y otras tantas posadas, ya que la demanda turística es muy fuerte y se requiere inversión en esta área. Vale la pena resaltar, que la ciudad de La Grita posee atractivos turísticos de gran belleza lo cual la convierten en la zona más visitada del estado, teniendo la tasa de turistas más alta del Táchira, potenciando su crecimiento como ciudad turística para los próximos años, lo cual requiere de inversiones orientadas a la distracción y confort de los visitantes, quienes vienen no sólo del Táchira, sino del resto del país y del exterior.

### Personajes Ilustres

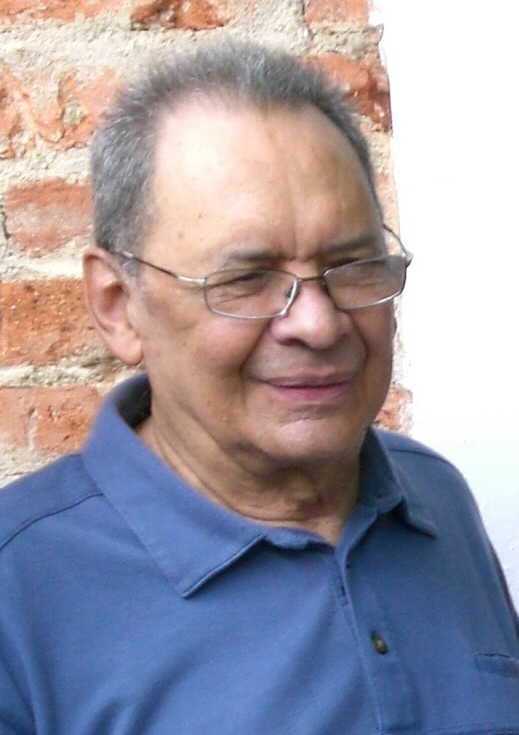
Pedro León Zapata

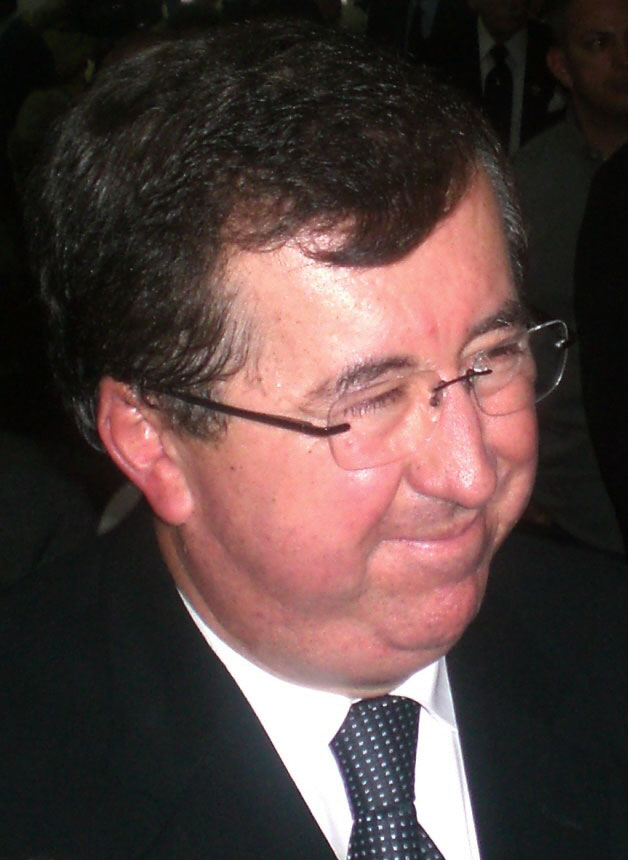
César Peréz Vivas

- Francisco García de Hevia (Prócer de la Independencia)
- Juan José García de Hevia (Héroe Preindependentista)
- Cesar Pérez Vivas (Político y exgobernador del Táchira)
- Francisco de Borja Mora Sánchez (Fundador de Pregonero, actual capital del Municipio Uribante)
- Prof. José Fabián Chacón Guerrero (Educador-Filósofo-Buen ciudadano)
- Arturo Croce Orozco (Escritor. Premio Nacional de Literatura)
- Juan Galeazzi (Empresario)
- Pedro Leon Zapata (Pintor, caricaturista y humorista)
- Ricardo Méndez Moreno (Político y exgobernador del Táchira)
- Fruto Vivas (Arquitecto)
- Ricardo Acosta (dramaturgo)
- Francisco Antonio Luna Ostos (Artista Plástico)
- Ángel María Duque (Educador)
- Emilio Constantino Guerrero (Escritor)
- Saúl Orestes Cárdenas (Músico y Militar, fundador de la banda de guerra, orfeón y estudiantina del Liceo Militar Jáuregui)
- William Durán García (Artista plástico)
- Ramón Valero (Artista plástico)
- Néstor Melani Orozco (Artista plástico)
- Gregory Carrero Mendez (Artista Plástico, músico, compositor)
- Víctor Moreno (Chef Internacional)
- Barbára Zambrano (Pintora)
- Julio César Pineda (Analista Internacional, actualmente es Director General del Grupo Brújula Internacional)
- Idelfonso Mendez Omaña (Profesor)
- Monseñor Miguel Antonio Salas (Arzobispo Auxiliar de Mérida)
- Luis Enrique García (Profesor, Artista Plástico (Pintor)
- Sinforiano Contreras (Artista Plástico)
- Rolando Méndez  (Artista Plástico)
- Arturo Croce (Escritor, Premio Nacional de Literatura 1964)

### Nocturno
La ciudad cuenta con múltiples sitios para el entretenimiento nocturno. Los adolescentes, adultos y niños salen al casco central a disfrutar de varias heladerías con muchos sabores o a bailar en NextLevel una tienda de videojuegos en el C.C Paseo El LLano. A lo largo y ancho de la ciudad se encuentran centros de comida rápida donde se ofrece una gran variedad de comidas y bebidas (A cualquier día y hora). Los adultos se reúnen para escuchar música y divertirse en lugares muy populares como "La Recta" y "La Redoma" esta última ubicada en avenida Restauradora o bien ir a cualquier discoteca de la ciudad (La Cima Avalon, Camaleón Club, Canaima Lounge Bar, Mi Tasca Taurina, Discoteca El Torbes, Rancho Bar y Mr. Bunker). Dar un paseo por la ciudad en la noche es disfrutar y compartir con amigos. Además de opciones para divertirse centros nocturnos como clubes y discotecas las cuales son muy frecuentadas por los habitantes de la ciudad.

## Clínicas y Hospitales
- Hospital Dr. Carlos Roa Moreno

Dirección: Av. Frailejón, diagonal a la Casa de la Cultura
- Centro Diagnóstico Integral (C.D.I)

Dirección: Av. Francisco de Cáceres, altura redoma Urdaneta
- Clínica Doña María

Dirección: carrera 6, esquina con calle 3
- Clínica Materno Quírurgico. Nuestra Sra. de los Ángeles

Dirección: Av. Francisco de Cáceres, altura Escuela Padre Maya
- Centro Clínico de Especialidades Médicas La Grita

Dirección: Av. Francisco de Cáceres metros abajo de Las Quebraditas
- IPASME

Dirección: carrera 7, Frente la plaza Jáuregui
- Centro de Atención Barrio Adentro

Dirección: carrera 5 con Av. Francisco de Cáceres

## Economía de la ciudad
La actividad económica en el sector agrícola fue de muy poco desarrollo al comienzo del siglo XX, también era pocos los locales y almacenes existentes en esta ciudad. Mayormente la gente sobrevivía de los beneficios obtenidos del fique, del cual elaboraban lazos y cinchas para amarrar las bestias, bolsos y costales de fique y brochas para blanquear las casas.
Es importante destacar que la ciudad cuenta con una creciente instalación de centros industriales propios es decir, que son fruto de la inversión de capital local esto demuestra que la gente de la zona está consciente de la importancia de generar crecimiento y desarrollo, lo cual se traduce en empleos y actividad económica que contribuyen a dinamizar el comercio de la ciudad. Entre estos establecimientos se encuentran: molinos de café, molinos de cereales, fábricas de velas, 3 fábricas de helados, 8 fábricas de mangueras, 2 fábricas de conectores para sistemas de riego, aguas blancas y negras, fábricas caseras de conservas, fábricas de bloques y paneles para construcción, 10 fábricas productoras de pulpa de frutas y frutas en almíbar, fábricas de artesanías y varias fábricas caseras de quesos, natas, mantequillas y panela o papelón. También hay que hacer mención a la importancia que tiene el sector comercio como factor dinamizado de la economía local, en la ciudad existen alrededor de 6000 locales comerciales aprox. de todo tipo lo cual garantiza la colocación de diversidad de productos, además, que es una referencia para futuros empresarios que deseen asentarse en la zona, estos comercios cubren todos los rubros presentes en el mercado del comercio nacional.
Igualmente, la producción agropecuaria es de primera calidad por cuanto el Municipio Jáuregui produce casi todos los rubros agrícolas que se consumen en el país tales como: papa, apio, tomate, cebolla, cambur, auyama, zanahoria, remolacha, ajo, pimentón, ají, jojoto, cebollín, cilantro, ajo porro, celeri, eneldo, albahaca, inojo, berro, coliflor, brocoli, repollo, lechuga, batata, yuca, ocumo, ñame, entre otros. En cuanto a frutas se refiere produce: lechoza, guanábana, chirimoya, limón, cambur, tomate de árbol, guayaba, fresa, mora, durazno, parchita, parcha, granadina, naranja, mango, aguacate, níspero, y en menor proporción manzanas, peras y uvas. La producción pecuaria, esta apuntalada por la gran producción de carne, leche y lácteos producto de una buena ganadería de altura, también hay buena producción de carne de cerdo. La producción agrícola y pecuaria en el municipio ha generado la creación de unas 2000 unidades de negocios orientadas al traslado y montaje de ferias de productos vegetales y manufacturados, que recorren todo el país para hacer llegar a los consumidores toda la gama de productos que se originan en esta zona. Razón por la cual la ciudad de La Grita tiene un dinamismo sin igual, producto de las operaciones productivas, comerciales e industriales que se generan en esta zona de montaña, aportando valor no sólo al PIB del Estado sino también al crecimiento del país.
En términos relativos la producción agrícola del municipio Jáuregui representa el 55 % del total de la producción del estado Táchira, y a su vez representa el 10 % del total de la producción agrícola del país; el municipio Jáuregui es en la actualidad el mayor productor de hortalizas del país. Por todas estas razones, la ciudad de La Grita está considerada como una de las zonas de mayor crecimiento del país.

## Educación

### Primaria
- Escuela Nacional Jáuregui
- Escuela Nacional Padre Maya
- Preescolar Simoncito Guatavita
- Escuela Estadal Aguadias
- Escuela Estadal Caricuena
- Casa Hogar San José
- Casa Cuna Jáuregui
- Escuela Nacional El Surural
- Escuela Estadal La Granja
- Escuela Estadal Josefa Antonia Duque
- Escuela de Educación Especial La Grita
- Escuela Estatal 2 de Febrero
- Escuela Estatal San Vicente
- U.E colegio Sagrado Corazón de Jesús
- U.E Colegio Santa Rosa de Lima
- Unidad Educativa Nacional Guanare
- Escuela Estadal Llano de los Zambranos
- Escuela Nacional Concentrada No 1159-1160 Mogotes
- Escuela Bolivariana Nacional Santa Ana del Valle
- Escuela Jesús Maestro (Barrio 11 de Junio)
- Además existen otras 35 escuelas rurales en todo el municipio Jáuregui.

### Secundaria
- Liceo Nacional Ángel María Duque (primer Liceo público de la ciudad)
- Liceo Nacional Capitán Comunero Francisco Javier García de Hevia
- Liceo Bolivariano Llano de Los Zambranos
- Liceo Bolivariano Altos de San Pedro, Santo Domingo
- Colegio Sagrado Corazón de Jesús
- Colegio Santo Cristo
- Colegio Santa Rosa de Lima
- Liceo Militar Jáuregui
- Escuela Técnica Agropecuaria Robinsoniana Ildefonso Mendez Omaña
- Liceo Nacional Nocturno Antolín Parra
- Colegio Nocturno Nuestra Señora de Los Ángeles
- Liceo Nacional Babuquena
- Liceo Nacional Guanare
- Misión Ribas
- Liceo Tulio Febres Cordero Pueblo Hondo

### Universitaria
- Universidad Nacional Experimental Simón Rodríguez (UNESR)
- Universidad Nacional Experimental del Táchira (UNET)
- Instituto Universitario de la Frontera (IUFRONT)
- Universidad Bolivariana de Venezuela (UBV)
- Universidad Valle de Momboy (UVM) (Posgrados)
- Universidad del Caribe (Sede La Grita)
- Universidad de Pamplona (Posgrados)
- Como dato curioso esta el hecho de que siendo la ciudad de La Grita, donde nació la idea de creación de la Universidad de Los Andes, no existe un núcleo de la misma en esta ciudad.

## Turismo
La ciudad de La Grita, posee gran potencial turístico por su emplazamiento y su proximidad a varios páramos como el Batallón a 3.935 msnm y el páramo La Negra a 3.050 msnm. También están los páramos El Zumbador, Las Porqueras, El Rosal, El Verde, Venegara, Sabana Grande, Llano Largo, Pueblo Hondo y Pueblo Encima. En el Parque Nacional General Juan Pablo Peñaloza se pueden visitar más de 200 lagunas de origen glacial y periglacial, como La Cimarronera, La Negra y Los Espejos. Según una Leyenda local estas lagunas están encantadas y si se ensucia el lugar o se grita desmesuradamente, empieza a llover repentinamente. Las fiestas del Santo Cristo de La Grita atraen a miles de devotos que visitan al santo patrono de Venezuela por ser muy milagroso. Los diferentes parques ayudan a que el turismo sea un potencial de primer orden. Entre los parques turísticos más importantes encontramos: Las Porqueras, El Pinar, Angostura, etc. Pero no hay que olvidar que la ciudad cuenta con 5 rutas turísticas definidas, entre éstas existe la posibilidad de realizar ecoturismo, escalada, turismo de montaña, turismo histórico, turismo artístico, turismo deportivo, turismo religioso y vuelo en parapente. Además, de las diferentes posadas y hoteles con que cuenta la ciudad y sus alrededores, proporcionando comodidad al forastero, los diferentes centros de información turística ayudan al mayor conocimiento de la zona.
Se estima que la ciudad de La Grita atrae una cantidad importante de turistas al año, representando el 22 por ciento del total de turistas nacionales e internacionales que ingresan anualmente al estado Táchira. Razón por la cual la ciudad de La Grita refleja una constante interacción con propios y extraños que hacen vida en esta ciudad, convirtiéndose en la zona más visitada de todo el estado.